# Rajon Nowoasowsk
Der Rajon Nowoasowsk (ukrainisch Новоазовський район/Nowoasowskyj rajon; russisch Новоазовский район/Nowoasowski rajon) war eine 1923 gegründete Verwaltungseinheit innerhalb der Oblast Donezk im Osten der Ukraine.

Flagge des Rajons

Der Rajon hatte eine Fläche von 818,612 km² und eine Bevölkerung von etwa 35.000 Einwohnern, der Verwaltungssitz befand sich in der namensgebenden Stadt Nowoasowsk.
Ende 2014 wurde der Rajon, welcher durch die Volksrepublik Donezk im Rahmen des Ukrainekriegs besetzt wurde, von ukrainischer Seite stark verkleinert und 13 Dörfer sowie 1 Ansiedlung den angrenzenden Rajonen und Städten angeschlossen.
Am 17. Juli 2020 kam es im Zuge einer großen Rajonsreform zum Anschluss des Rajonsgebietes an den Rajon Kalmiuske.

## Geographie
Der Rajon lag im Südosten der Oblast Donezk, er grenzte im Norden an den Rajon Telmanowe, im Osten an Russland (Oblast Rostow, Rajon Neklinowka), im Süden an das Asowsche Meer, im Südwesten an die Stadt Mariupol sowie im Nordwesten an den Rajon Nikolske.

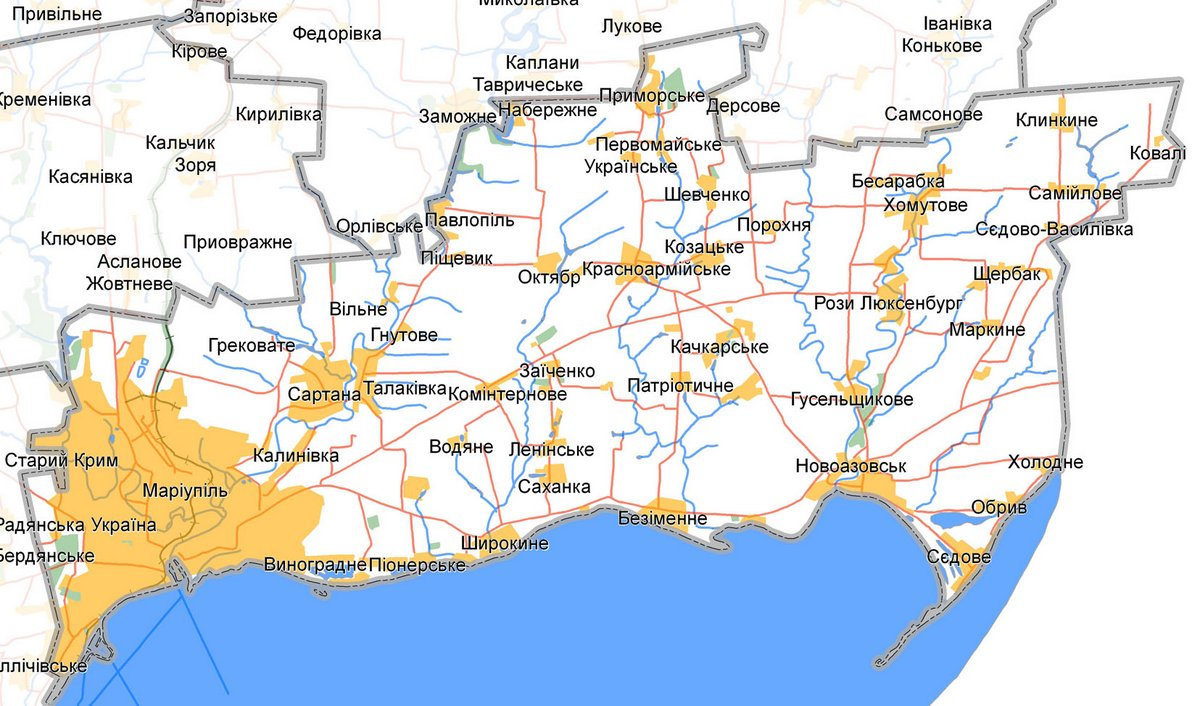
Übersichtskarte des Rajons

Durch das ehemalige Rajonsgebiet fließen in südlicher Richtung der Fluss Kalmius sowie der kleinere Hruskyj Jalantschyk, dabei ergeben sich Höhenlagen zwischen 10 und 100 Höhenmetern.

## Administrative Gliederung
Auf kommunaler Ebene war der Rajon in eine Stadtratsgemeinde, eine Siedlungsratsgemeinde sowie 8 Landratsgemeinden unterteilt, denen jeweils einzelne Ortschaften untergeordnet waren.
Zum Verwaltungsgebiet gehörten:
- 1 Stadt
- 1 Siedlung städtischen Typs
- 37 Dörfer

### Stadt
| Städte                   | Städte      | Städte     |
| Name                     | Name        | Name       |
| ukrainisch transkribiert | ukrainisch  | russisch   |
| ------------------------ | ----------- | ---------- |
| Nowoasowsk               | Новоазовськ | Новоазовск |

### Siedlungen städtischen Typs
| Siedlungen städtischen Typs | Siedlungen städtischen Typs | Siedlungen städtischen Typs |
| Name                        | Name                        | Name                        |
| ukrainisch transkribiert    | ukrainisch                  | russisch                    |
| --------------------------- | --------------------------- | --------------------------- |
| Sjedowe                     | Сєдове                      | Седово (Sedowo)             |

### Dörfer und Siedlungen
| Dörfer                                                 | Dörfer                            | Dörfer                                | Dörfer            |
| Name                                                   | Name                              | Name                                  | Gemeindezuordnung |
| ukrainisch transkribiert                               | ukrainisch                        | russisch                              | Gemeindezuordnung |
| ------------------------------------------------------ | --------------------------------- | ------------------------------------- | ----------------- |
| Besimenne                                              | Безіменне                         | Безыменное (Besymennoje)              | Besimenne         |
| Bessarabka                                             | Бессарабка                        | Бессарабка                            | Chomutowe         |
| Cholodne                                               | Холодне                           | Холодное (Cholodnoje)                 | Rosy Ljuxemburh   |
| Chomutowe                                              | Хомутове                          | Хомутово (Chomutowo)                  | Chomutowe         |
| Dserschynske (offiziell seit 2016 Asow)                | Дзержинське (Азов)                | Дзержинское (Dserschinskoje)          | Sachanka          |
| Husselschtschykowe                                     | Гусельщикове                      | Гусельщиково (Gusselschtschikowo)     | Nowoasowsk        |
| Katschkarske                                           | Качкарське                        | Качкарское (Katschkarskoje)           | Besimenne         |
| Klynkyne                                               | Клинкине                          | Клинкино (Klinkino)                   | Samijlowe         |
| Kosazke                                                | Козацьке                          | Казацкое (Kasazkoje)                  | Kosazke           |
| Kosliwka                                               | Козлівка                          | Козловка (Koslowka)                   | Nowoasowsk        |
| Kowske                                                 | Ковське                           | Ковское (Kowskoje)                    | Samijlowe         |
| Krasnoarmijske (offiziell seit 2016 Chreschtschatyzke) | Красноармійське (Хрещатицьке)     | Красноармейское (Krasnoarmeiskoje)    | Krasnoarmijske    |
| Kulykowe                                               | Куликове                          | Куликово (Kulikowo)                   | Krasnoarmijske    |
| Kusnezi                                                | Кузнеці                           | Кузнецы (Kusnezy)                     | Rosy Ljuxemburh   |
| Markyne                                                | Маркине                           | Маркино (Markino)                     | Rosy Ljuxemburh   |
| Mytkowo-Katschkari                                     | Митьково-Качкарі                  | Митьково-Качкари (Mitkowo-Katschkari) | Besimenne         |
| Nabereschne                                            | Набережне                         | Набережное (Nabereschnoje)            | Prymorske         |
| Oktjabr (offiziell seit 2016 Werchnjoschyrokiwske)     | Октябр (Верхньошироківське)       | Октябрь                               | Krasnoarmijske    |
| Patriotytschne                                         | Патріотичне                       | Патриотичное (Patriotitschnoje)       | Rosy Ljuxemburh   |
| Perwomajske                                            | Первомайське                      | Первомайское (Perwomaiskoje)          | Prymorske         |
| Porochnja                                              | Порохня                           | Порохня                               | Kosazke           |
| Prymorske                                              | Приморське                        | Приморское (Primorskoje)              | Prymorske         |
| Rosa                                                   | Роза                              | Роза                                  | Besimenne         |
| Rosy Ljuxemburh (offiziell seit Oleksandriwske)        | Рози Люксембург (Олександрівське) | Розы Люксембург (Rosy Ljuxemburg)     | Rosy Ljuxemburh   |
| Samijlowe                                              | Самійлове                         | Самойлово (Samoilowo)                 | Samijlowe         |
| Samsonowe                                              | Самсонове                         | Самсоново (Samsonowo)                 | Nowoasowsk        |
| Sachanka                                               | Саханка                           | Саханка                               | Sachanka          |
| Schtscherbak                                           | Щербак                            | Щербак                                | Samijlowe         |
| Schewtschenko                                          | Шевченко                          | Шевченко                              | Kosazke           |
| Sjedowo-Wassyliwka                                     | Сєдово-Василівка                  | Седово-Василевка (Sedowo-Wassilewka)  | Chomutowe         |
| Sosniwske                                              | Соснівське                        | Сосновское (Sosnowskoje)              | Prymorske         |
| Ukrajinske                                             | Українське                        | Украинское (Ukrainskoje)              | Prymorske         |
| Uschiwka (bis 2016 offiziell Leninske)                 | Ленінське (Ужівка)                | Ленинское (Leninskoje)                | Sachanka          |
| Wanjuschkyne                                           | Ванюшкине                         | Ванюшкино (Wanjuschkino)              | Samijlowe         |
| Witawa                                                 | Вітава                            | Витава                                | Chomutowe         |
| Wedenske                                               | Веденське                         | Веденское (Wedenskoje)                | Besimenne         |
| Wessele                                                | Веселе                            | Весёлое (Wessjoloje)                  | Rosy Ljuxemburh   |
| Siedlungen                                             |                                   |                                       |                   |
| Obryw                                                  | Обрив                             | Обрыв                                 | Sjedowe           |